# Ana Cate
Ana Victoria Cate Aguilar (Tampa, Florida, Estados Unidos, 5 de agosto de 1991)  es una futbolista profesional nicaragüense nacida en Estados Unidos que juega para el Stjarnan de la Primera División de Islandia.
Es la primera mujer de nacionalidad nicaragüense en jugar profesionalmente y en el continente europeo.

## Reseña biográfica
De madre nicaragüense y padre estadounidense está catalogada desde ahora como la mejor jugadora de la historia del balompié femenino de Nicaragua.
Es miembro titular de la Selección femenina de fútbol de Nicaragua desde 2010 y jugó la eliminatoria para los XXI Juegos Centroamericanos y del Caribe en la ciudad de Mayagüez en Puerto Rico.
Ana Cate tiene un prometedor futuro profesional en lo deportivo y laboral. Su título universitario en Ciencias del Ejercicio y la maestría en Educación, los guardará para seguir creciendo como futbolista, mas ahora que se está consolidando en el fútbol europeo.

## Carrera deportiva

### Carrera universitaria
Desde el 2010, siendo estudiante becada, fue jugadora titular en el equipo Auburn Tigers de la Universidad de Auburn (Alabama) perteneciente a la Conferencia del sureste de la División I de la  NCAA en los Estados Unidos.
Entre el 2013-2014 obtuvo una beca deportiva de la Universidad de Durham (Durham) jugando en el equipo de fútbol en la British Universities and Colleges Sport (BUCS) "Liga Deportiva de Universidades Británicas". Fue considerada la Jugadora Más Valiosa del equipo durante la temporada 2014.

### Carrera profesional
En 2014, se convirtió en la "primera mujer nicaragüense en jugar profesionalmente y en Europa" al fichar con el FH Hafnarfjörður de la Primera División de Islandia, anotando cuatro (4) goles y 10 asistencias en 17 de los 18 encuentros que disputó de la temporada, 16 los abrió como titular y los jugó completos.
Al finalizar la temporada el equipo descendió a la Segunda División, Cate renovaría contrato con el club pero se le abrieron nuevas oportunidades. 
Para 2015 es fichada por el Stjarnan de la Primera División de Islandia. Se convierte en titular en su posición en los primeros dos partidos, marcando su primer gol con el club y una asistencia.

### Selección nacional
En 2013, marcó dos (2) goles contra 
Guatemala en los X Juegos Deportivos Centroamericanos de Costa Rica para la primera medalla plata de Nicaragua en esta disciplina.
Para 2014, formó parte del equipo nacional nicaragüense en los XXII Juegos Centroamericanos y del Caribe realizados en Veracruz, México. Durante la fase de clasificación fue declarada la Jugadora del Partido en el triunfo de Nicaragua 1-0 sobre República Dominicana.

## Goles internacionales
Resumen de Goles con la Selección de Nicaragua
- Clasificación para la Copa Mundial de Fútbol 0 goles

- Amistosos 0 goles

- Copa Centroamericana 2 goles

- Goles Totales: 2 goles

## Clubes
| Club                  | País           | Año           | Liga                         | PJ (G) |
| --------------------- | -------------- | ------------- | ---------------------------- | ------ |
| Auburn Tigers         | Estados Unidos | 2010-2013     | NCAA                         | ()     |
| Universidad de Durham | Inglaterra     | 2013-2014     | BUCS                         | ()     |
| FH Hafnarfjörður      | Islandia       | 2014          | Primera División de Islandia | 17 (4) |
| Stjarnan              | Islandia       | 2015-presente | Primera División de Islandia | 2 (1)  |